# حلبة تزحلق

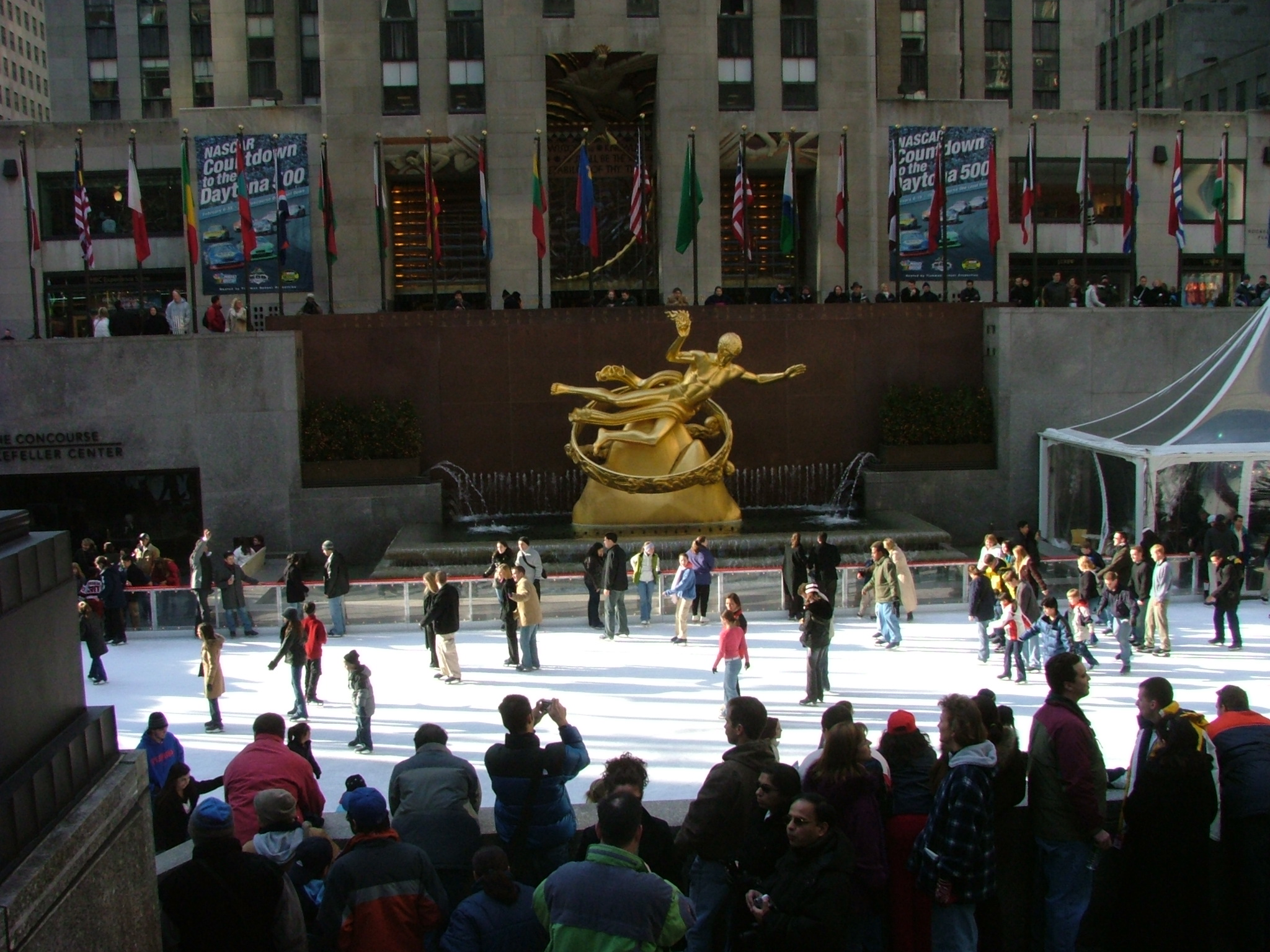
حلبة تزحلق

ميدان التزلج أو حلبة التزحلق أو حلبة التزلج أو المَزْلَجة حلبة تمارس فيها رياضات التزحلق بأنواعها المختلفة.